# Sammy Korir
Sammy Korir (* 12. Dezember 1971) ist ein kenianischer Marathonläufer.
1996 siegte er beim Florenz-Marathon, 1997 und 1998 beim Amsterdam-Marathon und 1999 beim Turin-Marathon. Beim Rotterdam-Marathon belegte er 1997 und 2001 den dritten Platz.
Der Öffentlichkeit am besten bekannt wurde er jedoch durch seinen Auftritt beim Berlin-Marathon 2003. Dort sollte er als Zugläufer für seinen Landsmann und Trainingspartner Paul Tergat dienen. Korir konnte jedoch bis ins Ziel dessen Tempo mitgehen und wurde mit gerade einmal einer Sekunde Abstand Zweiter hinter Tergat, der den Weltrekord von Khalid Khannouchi um 43 Sekunden verbesserte. Somit war er der zweitschnellste Läufer überhaupt (2:04:56 h) über diese Strecke, bis vier Jahre später Haile Gebrselassie den Rekord von Tergat beim Berlin-Marathon 2007 verbesserte.
2004 wurde er auch Zweiter beim London-Marathon und Dritter beim Fukuoka-Marathon.
Im Jahr 2006 hielt Korir mit seiner beim Rotterdam-Marathon erreichten Zeit von 2:06:38 h die Weltjahresbestleistung, bis sie von Haile Gebrselassie beim Berlin-Marathon, wo Korir nach einer Muskelverletzung aufgeben musste, übertroffen wurde.
2008 meldete er sich als Dritter des Dubai-Marathons in 2:08:01 h zurück.